# Jan Dobraczyński

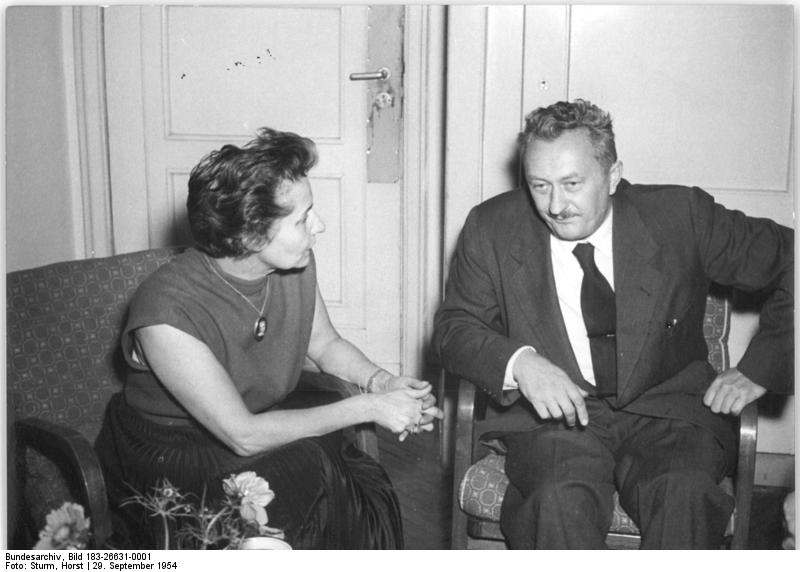
Dobraczyński w NRD w 1954

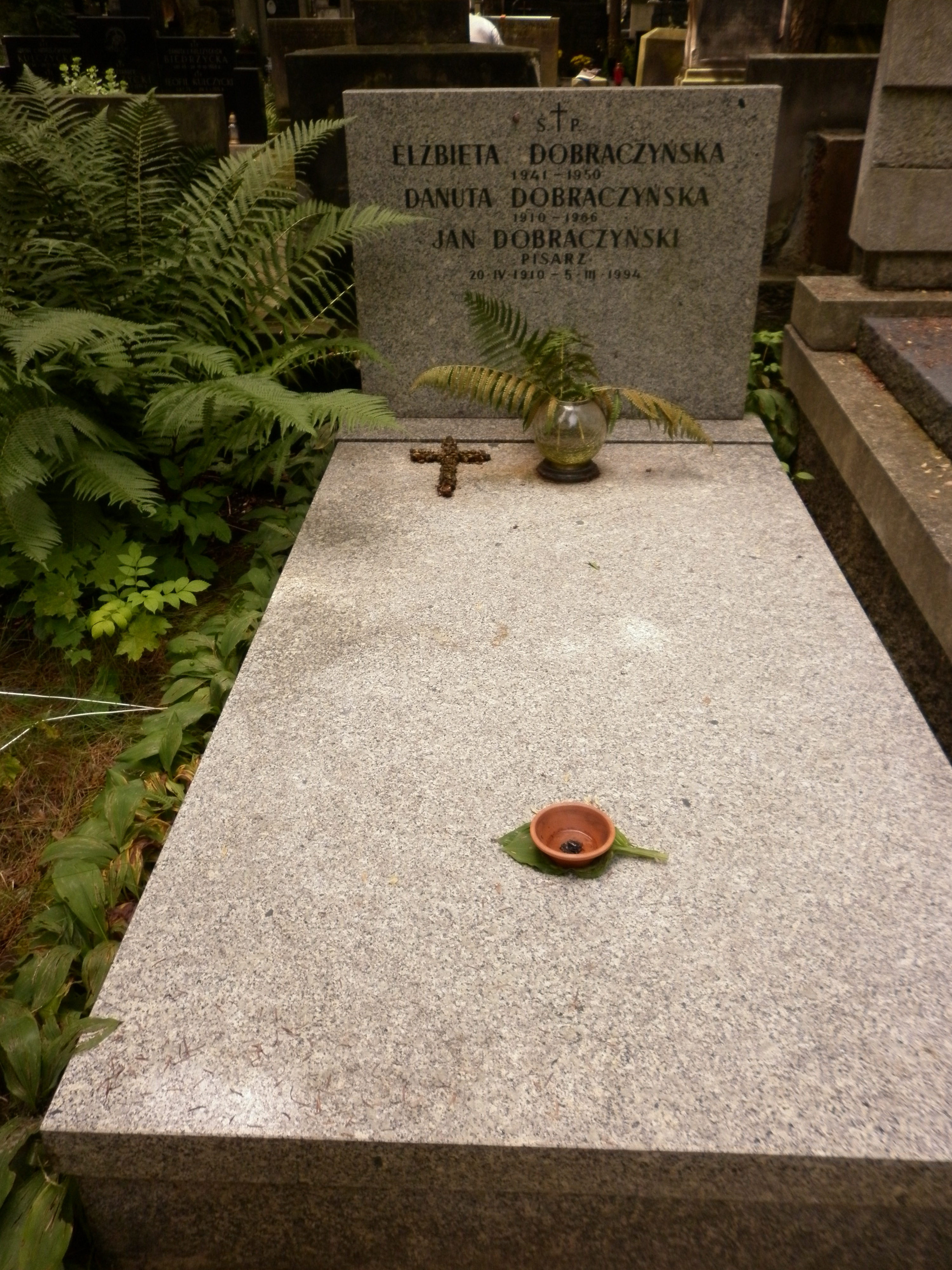
Grób Jana Dobraczyńskiego na cmentarzu Powązkowskim w Warszawie

Jan Dobraczyński, ps. literackie i dziennikarskie: Eugeniusz Kurowski, j.d., J.D. (ur. 20 kwietnia 1910 w Warszawie, zm. 5 marca 1994 tamże) – polski pisarz i publicysta, uczestnik kampanii wrześniowej i powstania warszawskiego, generał brygady, poseł na Sejm PRL I i IX kadencji, działacz katolicki i narodowy, członek Polskiego Komitetu Obrońców Pokoju w 1949. Sprawiedliwy wśród Narodów Świata oraz Budowniczy Polski Ludowej.

## Życiorys
Urodził się 20 kwietnia 1910 w Warszawie w inteligenckiej rodzinie Ludwika, urzędnika, i Walerii z Markiewiczów. Uczęszczał do Gimnazjum im. św. Stanisława Kostki w Warszawie, Gimnazjum im. Joachima Lelewela i Gimnazjum im. Adama Mickiewicza, gdzie w 1928 zdał maturę. Następnie studiował prawo na Uniwersytecie Warszawskim, po roku przeniósł się jednak do Wyższej Szkoły Handlowej, którą ukończył w 1932. W czasie studiów związał się z chrześcijańską organizacją studencką Juventus Christiana i jej czasopismem „Iuventus Christiana”, w którym debiutował (1934) i z którym związany był do 1936. 
Od 15 sierpnia 1932 do 30 czerwca 1933 odbył obowiązkową służbę wojskową w Szkole Podchorążych Rezerwy Kawalerii w Grudziądzu. Praktykę odbył w 7 Pułku Ułanów Lubelskich w Mińsku Mazowieckim. Na stopień podporucznika rezerwy został mianowany ze starszeństwem z 1 stycznia 1935 i 20. lokatą w korpusie oficerów kawalerii.
Po odbyciu służby wojskowej zatrudnił się na krótko jako urzędnik w Wydziale Opieki Społecznej Urzędu Miejskiego, a w 1935 przeniósł się do Lublina, gdzie pracował w Międzykomunalnym Związku Opieki Społecznej. W tym samym roku ożenił się z Danutą Kotowicz.
W czasie pobytu w Lublinie prowadził wykłady zlecone dla Katolickiego Uniwersytetu Lubelskiego. Współpracował też z wydawanym na KUL miesięcznikiem „Prąd”. W okresie tym związał się z ruchem narodowym – był członkiem Stronnictwa Narodowego. Został członkiem Zrzeszenia Pisarzy Katolickich. Pisał wtedy dla prasy katolickiej i narodowej, w związanym z ONR ABC tygodniku „Prosto z Mostu” (w latach 1936–1939), w „Myśli Narodowej” (w latach 1936–1939) i poznańskiej „Kulturze” (w latach 1937–1939). W 1938 powrócił do Warszawy, gdzie objął posadę referenta w Stowarzyszeniu Kupców Polskich.
W swojej przedwojennej publicystyce często prezentował poglądy antysemickie, w sposób stereotypowy dla tego okresu, a jednocześnie drastyczny.
Walczył w kampanii wrześniowej, służąc w 2 Pułku Strzelców Konnych. W czasie okupacji hitlerowskiej przebywał w Warszawie, od 1941 pracował w Wydziale Opieki Społecznej Zarządu Miejskiego. Od grudnia 1939 był współredaktorem pisma „Walka”, organu prasowego NOW i Zarządu Głównego Stronnictwa Narodowego (którego był członkiem) oraz dodatku do „Walki” „Żołnierz Wielkiej Polski”. „Walkę” założył w grudniu 1939 razem ze Stanisławem Piaseckim. Inne czasopisma, które redagował w czasie okupacji, to „Sprawy Narodu” – jako kierownik działu kulturalnego w latach 1943–1944, „Głos Ojczyzny” – pismo skierowane do Polaków wywiezionych do Niemiec. Współpracował też z czasopismami „Prawda” i „Prawda Młodych” (1942–1944). Był współpracownikiem Żegoty. Dzięki jego determinacji uratowano ok. 500–700 żydowskich dzieci. Anna Bikont wskazuje, że odejście Dobraczyńskiego od antysemityzmu było wynikiem jego związku z pracownicą WOS, która była pochodzenia żydowskiego.
Jako oficer NOW i AK brał udział w powstaniu warszawskim, początkowo jako oficer sztabu Grupy „Północ” na Starym Mieście – kierował wtedy oddziałem Biura Informacji i Propagandy (BiP) Armii Krajowej. Po likwidacji Grupy „Północ” od 6 września kierował BiP-em na Mokotowie. Redagował też „Komunikat informacyjny” BiP. Został odznaczony Srebrnym Krzyżem Zasługi z Mieczami. Po kapitulacji przebywał w niemieckich obozach jenieckich w Bergen-Belsen, a następnie w Gross-born i Sandbostel.
W maju 1945 po wyzwoleniu z obozu jenieckiego powrócił do Polski. W tym samym roku został członkiem Związku Literatów Polskich. W latach 1945–1946 był redaktorem tygodnika „Dziś i Jutro”, ze środowiska którego pochodziła większość działaczy założonego przez Bolesława Piaseckiego w 1947 Stowarzyszenia „Pax”. W latach 1953–1956 przewodniczył komitetowi rady redakcyjnej „Tygodnika Powszechnego”. W latach 1952–1956 był posłem na Sejm PRL I kadencji z ramienia Stowarzyszenia „Pax”. W 1949 był delegatem Krajowej Rady Obrońców Pokoju na Kongres Obrońców Pokoju w Paryżu.
Po przemianach politycznych w PRL w 1956 współredagował czasopisma „Słowo Powszechne”, „Kierunki”, i „Wrocławski Tygodnik Katolicki”. w tym ostatnim prowadził stały cykl felietonów Z tygodnia na tydzień. Działał w wielu organizacjach i stowarzyszeniach – od 1958 należał do Polskiego PEN Clubu, w latach 1966–1970 był członkiem Zarządu Głównego Związku Literatów Polskich, od 1968 był przewodniczącym Rady Stowarzyszenia ZAiKS, od 1980 wiceprezesem Rady Naczelnej Zarządu Głównego ZBoWiD. Od 1962 był członkiem Ogólnopolskiego Komitetu Pokoju. Należał też do Stowarzyszenia Kultury Europejskiej (SEC) – od 1977 był członkiem jego Rady Wykonawczej, a w 1981 wiceprezesem Oddziału Polskiego.
Jednym z ważniejszych elementów jego działalności społeczno-politycznej była funkcja członka prezydium Frontu Jedności Narodu, którą pełnił w latach 1970–1983. W 1982 został przewodniczącym Tymczasowej Rady Krajowej Patriotycznego Ruchu Odrodzenia Narodowego (PRON), powołanej w związku ze stanem wojennym przez władze PRL – w latach 1983–1989 był przewodniczącym Rady Krajowej tej organizacji. W 1983 został wybrany w skład Krajowej Rady Towarzystwa Przyjaźni Polsko-Radzieckiej. W latach 1985–1989 ponownie został posłem na Sejm PRL. W latach 1986–1988 przewodniczący Społecznego Komitetu Odnowy Starego Miasta Zamościa. W październiku 1988 został uchwałą Rady Państwa PRL awansowany do stopnia generała brygady w stanie spoczynku. Nominację wręczył w Belwederze przewodniczący Rady Państwa, I sekretarz KC PZPR gen. armii Wojciech Jaruzelski. 
Mieszkał w Warszawie. Był żonaty z Marią Danutą Dobraczyńską z domu Kotowicz (1910–1966), z którą miał trzy córki. Po 1989 nie angażował się w działalność polityczną. Zmarł w Warszawie, pochowany na cmentarzu Powązkowskim w Warszawie (kwatera 185-3-17). 

## Twórczość
Był autorem licznych opowiadań, szkiców literackich, powieści i wspomnień. Jego twórczość charakteryzuje się tradycyjną formą narracyjną, a w warstwie problemowej podejmuje tematykę metafizyczną oraz moralną, starając się opierać ją na katolickim nauczaniu moralnym. Fabuła miewa posmak melodramatyczny lub sensacyjny, charakteryzuje się pewnym rozmachem i inwencją w sferze konstrukcji. Negatywne reakcje krytyki – w tym katolickiej, wywoływała jednak nadmierna typowość i schematyzm w ukazywaniu wyborów moralnych jednostek.
Debiutował jako eseista w 1934 na łamach czasopisma „Iuventus Christiana” (nr 2, 1932) artykułem Z rozważań o Biblii. Przed wojną wydał studium Bernanos – powieściopisarz (Lublin 1937) i Lawa Gorejąca. Studium o Papinim (Poznań 1939), napisał też pierwszą powieść (Ottonowa obietnica), powstałą ok. 1938, a nagrodzoną w konkursie Instytutu Akcji Katolickiej – jej rękopis uległ zniszczeniu podczas wojny, lecz fragmenty opublikowano w 1946 w „Polsce Zachodniej” (nr 50/51). Popularność przyniosły mu realistyczne powieści o tematyce okupacyjnej – pisane w latach wojny W rozwalonym domu (1946) oraz Najeźdźcy (w dwóch częściach, 1946–1947).
W rozwalonym domu mówi o religijności i walce harcerzy w powstaniu warszawskim, w powieści Najeźdźcy – o wydarzeniach wojennych ukazanych jako złożona, wielowątkowa panorama. Fabuła tego utworu koncentruje się wokół postaci oficerów niemieckich, pokazując też duchową przemianę jednego z nich pod wpływem katolicyzmu, co ma ilustrować poglądy Dobraczyńskiego dotyczące możliwości duchowego odrodzenia narodu niemieckiego po wojnie. Powieść A znak nie będzie mu dany (1957), podobnie jak Dłonie na murze (1960) i Doścignięty (1967), stanowiły kontynuację problematyki poruszonej w powieściach wojennych wraz z nowymi próbami określenia relacji Niemiec powojennych względem przeszłości.
Wiele jego powieści opiera się na motywach biblijnych. Tworzą one cykl powieściowy, do którego należą Wybrańcy gwiazd (1948) – o Jeremiaszu, Pustynia (1955) – opowiadająca o Mojżeszu, Cień Ojca (1977) – o św. Józefie, Święty miecz (1949) – o św. Pawle. Bardzo poczytne były wydane w 1951 Listy Nikodema, pośrednio opowiadające dzieje samego Chrystusa, przedstawiające uczonego faryzeusza skłaniającego się ku przyjęciu chrześcijaństwa pod wpływem rozważań nad sensem ludzkiego cierpienia.
Tematykę historii Kościoła podejmował w powieściach Klucz mądrości (1951) i Przyszedłem rozłączyć (1959), mówiących o chrześcijaństwie w Europie i w Azji na przełomie XII i XIII wieku. Błękitne hełmy na tamie (1965) i Spalone mosty (1969) mówią o Kościele współczesnym w konfliktach społecznych i politycznych krajów rozwijających się. Natomiast powieścią Wyczerpać morze (1961) próbował dokonać wglądu w przyszłość, rozważając, jak może wyglądać Kościół w przyszłości i jaką rolę odegrają w nim chrześcijanie z Afryki.
Powieści z dziejów polskich to Kościół w Chochołowie (1954) – o powstaniu chochołowskim, Piąty akt (1962) – o Traugutcie, i Bramy Lipska (1976) – o ks. Józefie Poniatowskim. W latach 80. napisał poświęconą Romanowi Dmowskiemu powieść Spadające liście, którą wydano dopiero w 2010 (w stulecie urodzin autora), gdyż wcześniej nie było to możliwe ze względów politycznych.
Był również autorem wielu powieści obyczajowych i opowiadań, a także dramatu Przędziwo Joanny (1948).
Jego zainteresowania literackie obejmowały studia o Bernanosie (1937) i o Papinim (1939) oraz zbiory esejów o literaturze katolickiej – Gwałtownicy (1951), Książki, idee i człowiek (1955), Wielkość i świętość (1958). Historii Kościoła poświęcił pięciotomowy cykl Głos czasu (1966–1974). Był także jednym z tłumaczy pism św. Teresy od Dzieciątka Jezus. Jeszcze przed wojną przetłumaczył powieść Mauriaca Pielgrzymi (Poznań 1936; Warszawa 1957). Napisał scenariusz i dialogi do filmu W cieniu nienawiści (1985, wzorowanego na opowiadaniu Ewa, razem z Wojciechem Żółtowskim), był współautorem scenariusza do filmu Miasteczko (1958, wzorowanego na utworze Odpust), a także współautorem scenariusza do serialu dla młodzieży Karino i filmu Karino (1976).
Istnieje kilka wydań zbiorowych jego dzieł. Jego utwory – przede wszystkim Listy Nikodema, przetłumaczono na kilkanaście języków.

### Publikacje książkowe
- A to jest zwycięzca: opowieść o Zygmuncie Szczęsnym (1986)
- A zebrany stał się jedno: szkice historyczne z XVIII–XX w. (1974)
- A znak nie będzie mu dany (1957)
- Bernanos powieściopisarz (1937)
- Błękitne hełmy na tamie (1965)
- Brama niebios (1994)
- Bramy Lipska (1976)
- ...byśmy ten Pański dźwignęli świat (1980)
- Cień Ojca (1977)
- Czas letnich chrześcijan: szkice historyczne z poł. XVI–XVIII w. (1973)
- Dłonie na murze (1960)
- Dmowski i katolicyzm (1947)
- Doba krucjat: szkice historyczne z XI–XIII w. (1968)
- Doścignięty (1967)
- Drzewa chodzące (1953)
- Dwa stosy (1947)
- Dwudziesta brygada (1956)
- Dzieci Anny (1983)
- Ewa (1985)
- Głosy czasu: szkice historyczne (1966)
- Gra w wybijanego: wspomnienia (1962)
- Grom uderza po raz trzeci (1985)
- Gwałtownicy: eseje (1951)
- ...I jak Pan serca mego żąda (modlitewnik, 1978)
- Jak drzewa z tajgi...  (1986)
- Jak węgiel jeszcze zielony (1973)
- Jezus Chrystus i Jego apostołowie (1953)
- Judyta i klocki (1963)
- Klucz mądrości (1951)
- Kościół w Chochołowie: powieść (1954)
- Książki, idee i człowiek (1955)
- Kto was zabije...: powieść (1985)
- Lawa gorejąca: studium o Janie Papinim (1939)
- Lepsza cząstka: opowieść o Franciszce Siedliskiej (1949)
- Listy do Zofii Kossak (2010)
- Listy Nikodema (1952)
- Literatura bolszewicka (1986)
- Magdalena (1988)
- Małżeństwo Anny (1981)
- Manna i chleb (1954)
- Marcin powraca z daleka (1967)
- Miara wybranych (1985)
- Mocarz: opowieść o św. Andrzeju Boboli (1947)
- Moje boje i niepokoje (1964)
- Najeźdźcy (1946)
- Największa miłość: opowiadania (1950)
- Nędze wydziedziczonego króla (1975)
- Nieistniejące konflikty (1937)
- Niepotrzebni (1964)
- Niezwyciężona armada (1960)
- Nim ziemia powstała... (1976)
- Notatki z kraju przyjaciół (1973)
- Notatnik podróżny (1955)
- O każdego człowieka (1987)
- Odpust (1958)
- Opowiadania (1955)
- Pacierz, co płacze, i piorun, co błyska (1983)
- Piąty akt (1962)
- Pikuś (dla dzieci 1986)
- Przędziwo Jolanty (dramat 1948)
- Przyszedłem rozłączyć… (1959)
- Ptaki śpiewają, ryby słuchają (1987)
- Pustynia (1955)
- Rozdarty kościół: szkice historyczne z XIV w.–poł. XVI w. (1970)
- Samson i Dalila (1979)
- Skąpiec Boży (1946)
- Spadające liście (2007)
- Spalone mosty (1969)
- Spotkania Jasnogórskie (1979)
- Sprawy ludzi mocnych (1978)
- Straszny dom: opowiadania (1947)
- Stworzenie i naprawa (1956)
- Szata godowa: powieść (1947)
- Śladem olbrzymów (1937)
- Świat popiołów (1986)
- Święty miecz: powieść (1948)
- Tajemnica gawronka (1986)
- Tak biały jak czerwona jest krew (1972)
- Tak traktuję moich przyjaciół (1990)
- Truciciele (1974)
- Tylko w jednym życiu (1970)
- W co wierzę? (1970)
- W Państwie Środka: notatki z podróży do Chin (1987)
- W rozwalonym domu (1946)
- Wielkość i świętość: eseje (1958)
- Wybrańcy gwiazd (1948)
- Wyczerpać morze (1961)
- Ziemia Ewangelii (1983)

## Odznaczenia i nagrody
- 1944, Polska – Srebrny Krzyż Zasługi z Mieczami
- 1949, Polska – Nagroda im. Włodzimierza Pietrzaka
- 1951, Polska – Złoty Krzyż Zasługi (za zasługi położone w akcji walki o pokój)[13]
- 1954, Polska – Nagroda im. Włodzimierza Pietrzaka
- 1954, Polska – Krzyż Oficerski Orderu Odrodzenia Polski (za zasługi w pracy społecznej)[14]
- 1955, Polska – Krzyż Oficerski Orderu Odrodzenia Polski (w związku z 10-leciem ruchu społecznie postępowego katolików polskich)[15]
- 1969, Polska – Krzyż Komandorski Orderu Odrodzenia Polski
- 1970, Polska – Nagroda Państwowa II stopnia – za osiągnięcia literackie
- 1970, Polska – Nagroda im. Włodzimierza Pietrzaka
- 1972, RFN – nagroda im. R. Schneidera – za osiągnięcia literackie – Hamburg
- 1975, Polska – Złota Odznaka honorowa „Za Zasługi dla Warszawy”[16]
- 1977, Polska – Nagroda Ministra Kultury i Sztuki I stopnia – za osiągnięcia literackie
- 1978, Polska – Złota Odznaka honorowa „Za Zasługi dla Warszawy”[17]
- 1978, Polska – Odznaka ZAiKS-u[18]
- 1979, Polska – nagroda Przewodniczącego Komitetu do Spraw Radia i Telewizji I stopnia – za osiągnięcia literackie
- 1980, Polska – Nagroda im. Włodzimierza Pietrzaka
- 1980, Polska – nagroda miasta Warszawy – za osiągnięcia literackie
- 1980, Włochy – nagroda miasta Prato – za osiągnięcia literackie
- 1982, Polska – Warszawski Krzyż Powstańczy[19]
- 1982, Polska – Order Sztandaru Pracy I klasy
- 1984, Polska – Order Budowniczych Polski Ludowej
- 1985, Polska – Krzyż Srebrny Krzyż Virtuti Militari
- 1985, Polska – Medal ZAiKS-u[18]
- 1985, Włochy – nagroda miasta San Remo – za osiągnięcia literackie
- 1985, NRD – Złoty Order „Gwiazda Przyjaźni między Narodami”[20]
- 1985, NRD – nagroda im. O. Nuschke – za osiągnięcia literackie
- 1986, Polska – Nagroda Państwowa I stopnia za całokształt twórczości
- 1986, Polska – nagroda im. B. Piaseckiego
- 1987, Polska – Odznaka tytułu honorowego „Zasłużony dla Kultury Narodowej”[21]
- 1993, Izrael – medal „Sprawiedliwy wśród Narodów Świata” – przyznawany przez instytut Jad Waszem w Jerozolimie za pomoc Żydom w czasie okupacji hitlerowskiej, odebrany w Warszawie[22]